# 590335 Mikhailkuzmin
590335 Mikhailkuzmin è un asteroide della fascia principale esterna. Scoperto nel 2011, presenta un'orbita caratterizzata da un semiasse maggiore pari a 3,051217 UA e da un'eccentricità di 0,080772, inclinata di 11,694637° rispetto all'eclittica.